# Daniele Pettinari
Daniele Pettinari (* 1943 in Rom; † 12. August 2021 ebenda) war ein italienischer Fotograf, Filmregisseur und Drehbuchautor.

## Leben
Pettinari arbeitete als Modefotograf für Magazine wie Vogue, Look und Cosmopolitan in London und im Mittleren Orient. Anschließend ging er nach New York City, wo er zum Film wechselte und als Regieassistent für Brian Brake und Ernest Mass fungierte. In seinem Heimatland drehte er dann zwei Kurzfilme, arbeitete mit Mauro Bolognini und Luchino Visconti und leitete die Bildführung bei zwei Filmen Pasquale Squitieris. 1974 debütierte er mit dem aufwändigen Cagliostro, für den er eine Starbesetzung gewinnen konnte. Vier Jahre später sollte der kaum wahrgenommene La borgata dei sogni folgen. Mit seiner „Roaring Production Film“ ermöglichte Pettinari auch manche Filmfinanzierung; er arbeitete für die RAI und schrieb 1995 ein Drehbuch für Giancarlo Nanni sowie einige andere Werke. 2003 schließlich legte er ein Theaterstück vor, Concerto per pianoforte e Mozart.
Pettinari lehrte an der Film- und Fernsehakademie "ACT Multimedia" und war mit der Schauspielerin Enrica Bonaccorti verheiratet. Er starb am 12. August 2021 in Rom.

## Filmografie
- 1974: Cagliostro – Im Schatten des Todes (Cagliostro)